# Euphysa peregrina
Euphysa peregrina is een hydroïdpoliep uit de familie Corymorphidae. De poliep komt uit het geslacht Euphysa. Euphysa peregrina werd in 1899 voor het eerst wetenschappelijk beschreven door Murbach. 